# 標高

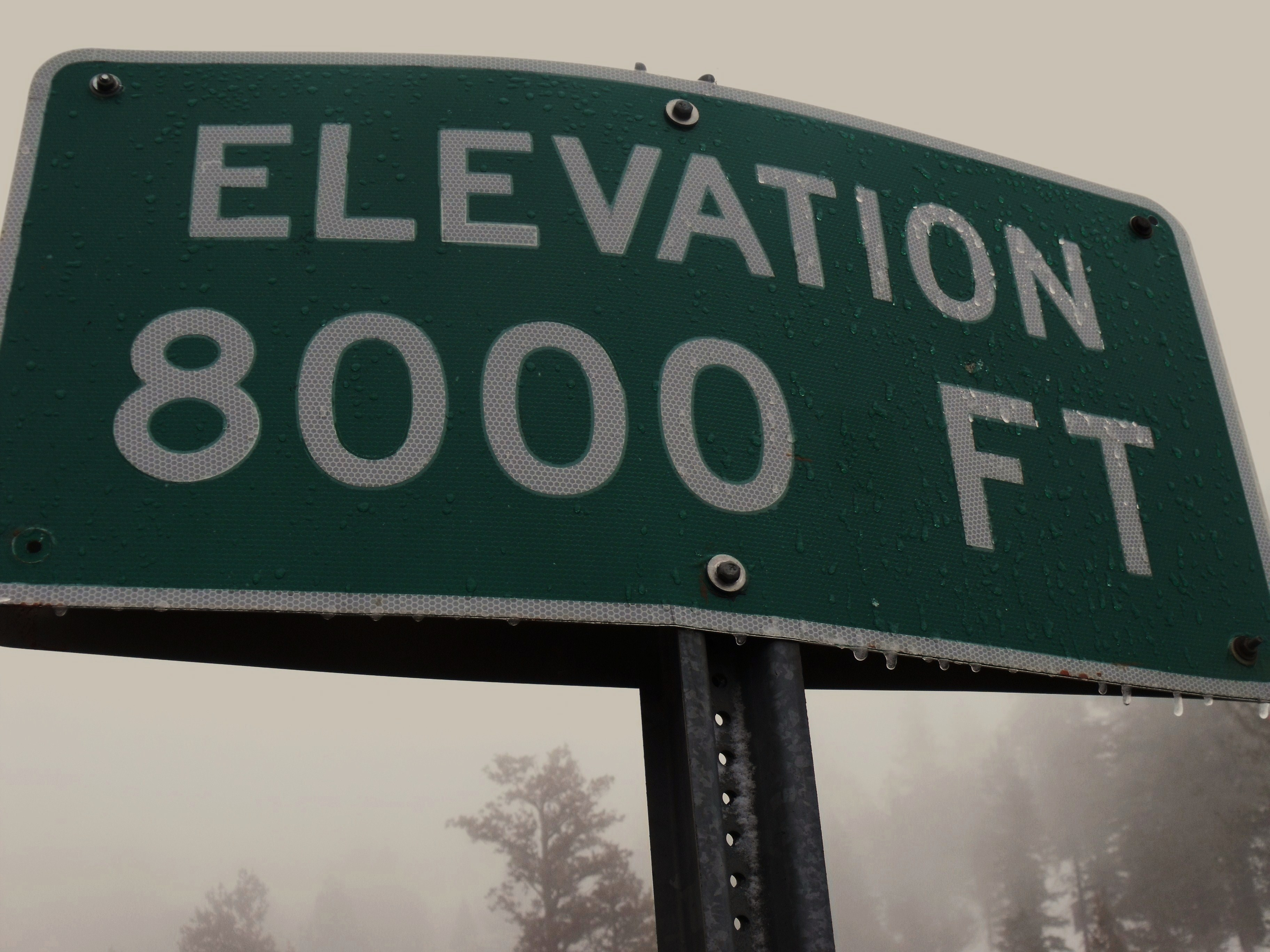
8000 ft 南 カリフォルニアの サンバーナーディーノ山脈 （2009）

垂直距離の比較

地球の表面の高度ヒストグラム。そのうち約71.1 ％が水で覆われている。

標高（ひょうこう、Elevation）は、最も一般的にはジオイドから鉛直方向に測った高さをいう。

## 概要
標高は、等ポテンシャルの重力の面として地球の海面からの基準を数学モデルで表す地理学的位置の固定基準点を指す。標高という用語は、主に地球の表面上の高さ地点を指すときに使用され、平均海水面を0メートルとしていることから海抜高度とも呼ばれるが、地理ポテンシャルとしての高さは、飛行中の航空機や軌道上の宇宙船など表面上のポイントにも使用され、深さなど表面下のポイントにも使用する。
したがって標高は、地球の中心からの距離ではないので、注意が必要である。ただし、地球が扁球であることによる赤道方向の膨らみにより、エベレスト山とチンボラソ山頂はそれぞれ最大標高と最大の地心距離を持っていることが知られる。
日本において地図上に等高線で表される高さを表記した数字は東京湾平均海面がジオイドに一致すると仮定して、東京湾平均海面からの高さを表記してそれを標高としている。この標高には固有の名称がなく、「東京湾平均海面からの高さ」と表現しているが、基準となっている東京湾平均海面をT.P.（Tokyo Peil、ティーピー）と称する。
標高がジオイドからの高さであるのに対し、楕円体高は準拠楕円体面から方向に測った高さである。また、準拠楕円体面からジオイドまでの高さをジオイド高という。ジオイド面上の垂直線（これは重力の方面）と楕円体面上の法線は方向が一致しない。鉛直線と法線のなす角（すなわち両者のずれ）を鉛直線偏差という。一般に鉛直線偏差は微少であるので、高さと楕円体高、ジオイド高の関係は近似できる。

## 地図とGIS
地理情報システム（GIS）は、関連する属性を持つデータの視覚化と操作、キャプチャおよび保存までを可能にするコンピューターシステムで、GISは様々な縮尺でのランドスケープパターンと関係をよりよく理解することが可能である。GIS内のツールを使用すると、空間分析または地図作成のためにデータ操作も可能となる。
地形図は、多くの場合等高線を使用して標高を表すために使用されるタイプの地図であるが、地理情報システム（GIS）を活用すると一般にデジタル標高モデル（DEM）で標高のラスター（グリッド）データセットで、場所の表面（地形）を表すことができる。デジタル地形モデルは、GISで地形を表す方法である。
USGS（米国地質調査所）は、高品質の地形データに対する高まるニーズに対応するために、3D標高プログラム（3DEP）を開発。3DEPは、米国、ハワイも含む米国領土全体で高品質のLiDARデータ形式で強化された標高データコレクションで3つのベアアースDEMレイヤーがあり、1 / 3、1、および2アークの解像度によって全国規模でシームレスされている 。

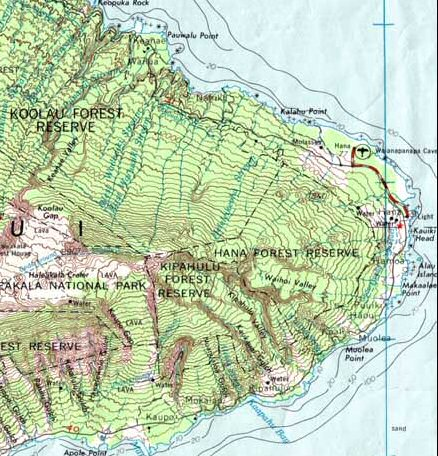
標高を示すハレアカラ（ハワイ）の地形図の一部。
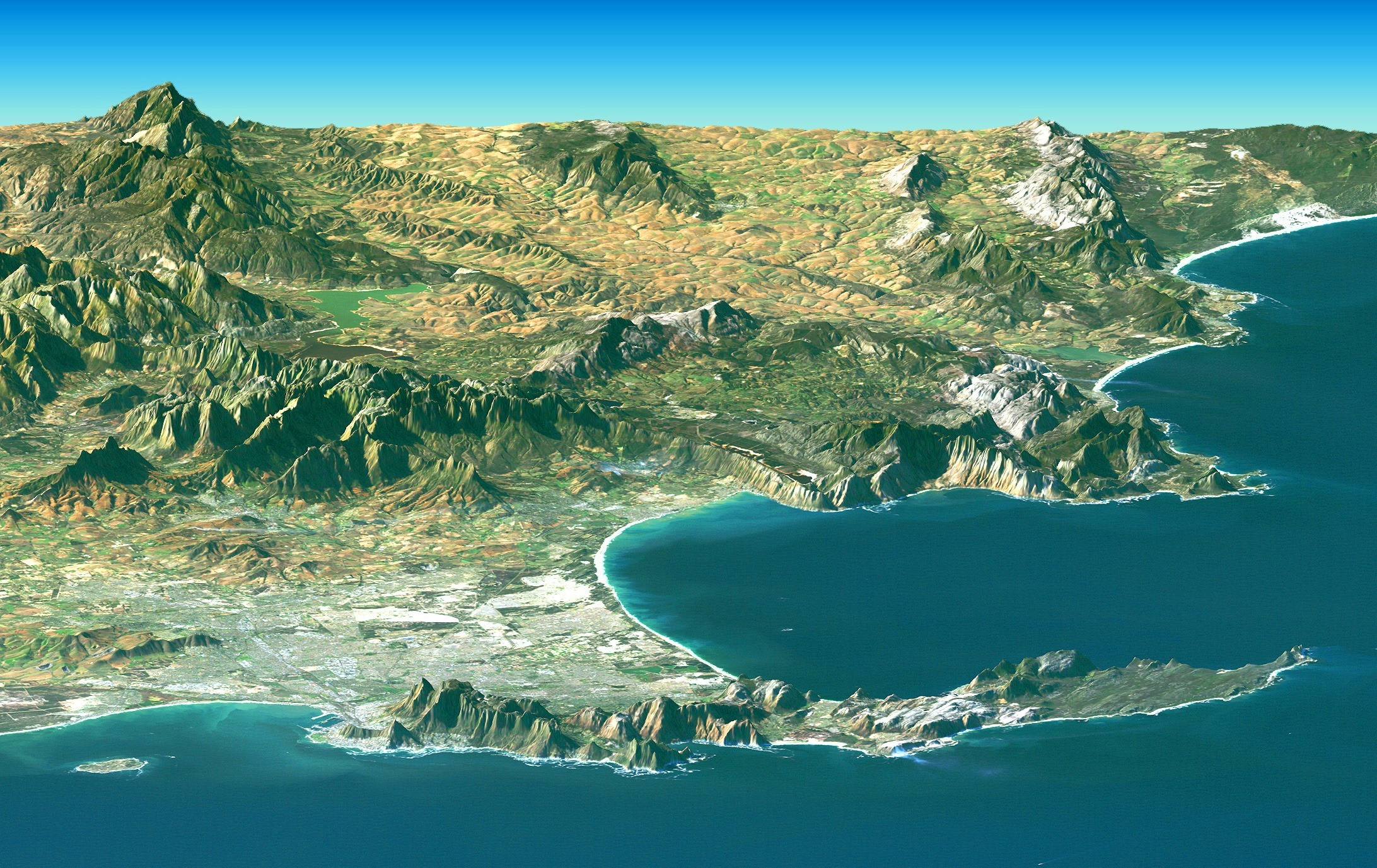
NASAによるSRTM標高の上のLandsat画像。前景にケープ半島と喜望峰、南アフリカを示している[3]。
8ビットグレースケールとして正規化された正距円筒図法での地球の表面（水と氷を含む）のハイトマップ。明るい値は高い標高を示している。

日本では、地理院地図において任意位置の標高（主に航空レーザー測量による値）を表示させることができる。

## グローバル1キロメートルマップ

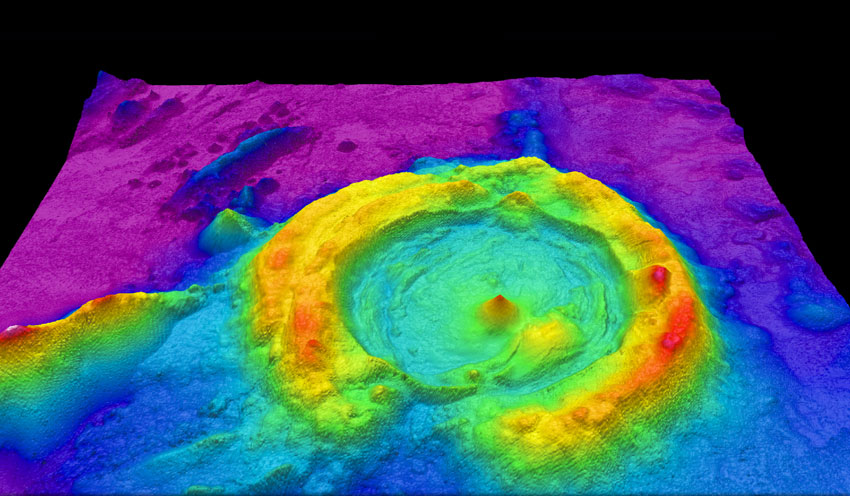
処理されたLiDARポイントクラウドは、標高だけでなく、フィーチャの高さも表示されている

GTOPO30は30秒角の間隔（約1で地球の地形の標高を記述するデータ  km）となっているマップでこのマップから各地の高さが導出される。標高を示すために、等高線の代わりに色と陰影を使用している。
| N60-90、W150-180                                                                                             | N60-90、W120-150 | N60-90、W90-120 | N60-90、W60-90 | N60-90、W30-60 | N60-90、W0-30 | N60-90、E0-30 | N60-90、E30-60 | N60-90、E60-90 | N60-90、E90-120 | N60-90、E120-150 | N60-90、E150-180 |
| N30-60、W150-180                                                                                             | N30-60、W120-150 | N30-60、W90-120 | N30-60、W60-90 | N30-60、W30-60 | N30-60、W0-30 | N30-60、E0-30 | N30-60、E30-60 | N30-60、E60-90 | N30-60、E90-120 | N30-60、E120-150 | N30-60、E150-180 |
| N0-30、W150-180                                                                                              | N0-30、W120-150  | N0-30、W90-120  | N0-30、W60-90  | N0-30、W30-60  | N0-60、W0-30  | N0-60、E0-30  | N0-60、E30-60  | N0-60、E60-90  | N0-60、E90-120  | N0-60、E120-150  | N0-60、E150-180  |
| S0-30、W150-180                                                                                              | S0-30、W120-150  | S0-30、W90-120  | S0-30、W60-90  | S0-30、W30-60  | S0-30、W0-30  | S0-30、E0-30  | S0-30、E30-60  | S0-30、E60-90  | S0-30、E90-120  | S0-30、E120-150  | S0-30、E150-180  |
| S30-60、W150                                                                                                 | S30-60、W120     | S30-60、W90-120 | S30-60、W60-90 | S30-60、W30-60 | S30-60、W0-30 | S30-60、E0-30 | S30-60、E30-60 | S30-60、E60-90 | S30-60、E90-120 | S30-60、E120-150 | S30-60、E150-180 |
| S60-90、W150-180                                                                                             | S60-90、W120-150 | S60-90、W90-120 | S60-90、W60-90 | S60-90、W30-60 | S60-90、W0-30 | S60-90、E0-30 | S60-90、E30-60 | S60-90、E60-90 | S60-90、E90-120 | S60-90、E120-150 | S60-90、E150-180 |
| 各升目は、1800×1800ピクセルの解像度で利用可能（およそのファイルサイズ1 MB、60ピクセル= 1度、1ピクセル= 1分） |                  |                 |                |                |               |               |                |                |                 |                  |                  |